# 高橋勇夫 (僧侶)
高橋 勇夫（たかはし いさお、1920年3月11日 - 1998年）は、日蓮宗の僧、仏教学者。
大阪市西成区生まれ。大阪府立住吉中学校（現大阪府立住吉高等学校）卒業、東洋大学文学部仏教学科卒業。兵役をへて、1948年大谷学園教諭。1964年から1977年東大谷高等学校副校長、大谷女子短期大学教授などを務めた。日蓮本宗正福寺住職。個人誌『菩提樹』主宰。

## 著書
- 『日蓮聖人遺文百話』東方出版 1981年
- 『法華百話』東方出版 1981年
- 『自我偈講讃』東方出版 1982年
- 『仏典百話』東方出版 1983年
- 『お守り法華経』東方出版 1987年
- 『法華経のあらまし 二十八章と開・結』東方出版 1988年
- 『日蓮百話』東方出版 1989年
- 『如来寿量品講讃』東方出版 1994年